# NDUFB6
NDUFB6 (англ. NADH:ubiquinone oxidoreductase subunit B6) – білок, який кодується однойменним геном, розташованим у людей на короткому плечі 9-ї хромосоми. Довжина поліпептидного ланцюга білка становить 128 амінокислот, а молекулярна маса — 15 489.
| 10         |  | 20         |  | 30         |  | 40         |  | 50         |
| ---------- |  | ---------- |  | ---------- |  | ---------- |  | ---------- |
| MTGYTPDEKL |  | RLQQLRELRR |  | RWLKDQELSP |  | REPVLPPQKM |  | GPMEKFWNKF |
| LENKSPWRKM |  | VHGVYKKSIF |  | VFTHVLVPVW |  | IIHYYMKYHV |  | SEKPYGIVEK |
| KSRIFPGDTI |  | LETGEVIPPM |  | KEFPDQHH   |  |            |  |            |

D: Аспарагінова кислота

E: Глутамінова кислота

F: Фенілаланін

G: Гліцин

H: Гістидин

I: Ізолейцин

K: Лізин

L: Лейцин

M: Метіонін

N: Аспарагін

P: Пролін

Q: Глутамін

R: Аргінін

S: Серин

T: Треонін

V: Валін

W: Триптофан

Задіяний у таких біологічних процесах, як транспорт, транспорт електронів, дихальний ланцюг, ацетилювання, альтернативний сплайсинг. 
Локалізований у мембрані, мітохондрії, внутрішній мембрані мітохондрії.